# Pałac w Jarosławiu
Pałac w Jarosławiu – wybudowany na początku XX w., w Jarosławiu.

## Położenie
Pałac położony jest we wsi  w Polsce położona w województwie dolnośląskim, w powiecie średzkim, w gminie Udanin, w pobliżu autostrady A 4.

## Historia
Obiekt murowany, tynkowany, jednopiętrowy, wysoko podpiwniczony, posadowiony na ceglany cokole, posiada gzyms cokołowy, podokienny i podokapowy. Okna prostokątne ujęte w obramowania. Nakryty dachem czterospadowym z powiekami, kryty dachówką. Na osi pd. ryzalit zakończony półkolistym naczółkiem w nim trzy kwadratowe małe okna.. Przed ryzalitem drewniana weranda, nakryta dachem trzyspadowym. Okna w niej prostokątne. Do wejścia prowadzą schody ujęte w murowaną balustradę. We wnętrzu na parterze zachowana stara stolarka drzwi i schodów. Od strony wschodniej dobudowana jest druga weranda, nakryta dachem trzyspadowym, okna prostokątne obecnie zabezpieczone deskami. Od strony północnej taras ze schodami jednobiegowymi prowadzącymi do parku. Pałac jest częścią zespołu pałacowego  i folwarcznego, w skład którego wchodzą jeszcze: park; folwark: dom mieszkalny nr 2; dom mieszkalny nr 4; dom mieszkalny nr 5; dwie stodoły; stajnia (obora); budynek gospodarczy - warsztat; kuźnia; wozownia.